# العلاقات الصينية الفنزويلية
العلاقات الصينية الفنزويلية هي العلاقات الثنائية التي تجمع بين الصين وفنزويلا.

## مقارنة بين البلدين
هذه مقارنة عامة ومرجعية للدولتين:
| وجه المقارنة                                              | الصين                    | فنزويلا                                  |
| --------------------------------------------------------- | ------------------------ | ---------------------------------------- |
| المساحة (كم2)                                             | 9.60 مليون               | 916.45 ألف                               |
| عدد السكان (نسمة)                                         | 1.33 مليار               | 28.87 مليون                              |
| الكثافة السكانية (ن./كم²)                                 | 138.54                   | 31.5                                     |
| العاصمة                                                   | بكين                     | كاراكاس                                  |
| اللغة الرسمية                                             | اللغة الصينية القياسية   | اللغة الإسبانية، لغة الإشارة الفنزويلية ‏ |
| العملة                                                    | رنمينبي                  | بوليفار فنزويلي                          |
| الناتج المحلي الإجمالي (بليون دولار)                      | 12.24 تريليون            | 482.36 مليار                             |
| الناتج المحلي الإجمالي (تعادل القوة الشرائية) بليون دولار | 19.82 تريليون            |                                          |
| الناتج المحلي الإجمالي الاسمي للفرد دولار أمريكي          | 8.03 ألف                 |                                          |
| الناتج المحلي الإجمالي للفرد دولار أمريكي                 | 13.21 ألف                |                                          |
| مؤشر التنمية البشرية                                      | 0.728                    | 0.762                                    |
| رمز المكالمات الدولي                                      | +86                      | +58                                      |
| رمز الإنترنت                                              | .cn، .中国 ‏، .中國 ‏      | .ve                                      |
| المنطقة الزمنية                                           | توقيت الصين، ت ع م+08:00 | 00                                       |

## منظمات دولية مشتركة
يشترك البلدان في عضوية مجموعة من المنظمات الدولية، منها:
| علم المنظمة | اسم المنظمة                        | تاريخ انضمام الصين | تاريخ انضمام فنزويلا |
| ----------- | ---------------------------------- | ------------------ | -------------------- |
|             | الاتحاد البريدي العالمي            | ?                  | ?                    |
|             | البنك الدولي للإنشاء والتعمير      | 27 ديسمبر 1945     | 30 ديسمبر 1946       |
|             | منظمة التجارة العالمية             | 11 ديسمبر 2001     | ?                    |
|             | يونسكو                             | 4 نوفمبر 1946      | 25 نوفمبر 1946       |
|             | المنظمة الهيدروغرافية الدولية      | ?                  | ?                    |
|             | وكالة ضمان الاستثمار متعدد الأطراف | 30 أبريل 1988      | 9 مايو 1994          |
|             | منظمة حظر الأسلحة الكيميائية       | ?                  | ?                    |
|             | منظمة الشرطة الجنائية الدولية      | ?                  | ?                    |
|             | مؤسسة التمويل الدولية              | 15 يناير 1969      | 28 ديسمبر 1956       |
|             | الأمم المتحدة                      | 25 أكتوبر 1971     | 15 نوفمبر 1945       |
|             | بنك التنمية الكاريبي ‏              | ?                  | ?                    |
|             | الاتحاد الدولي للاتصالات           | 1 سبتمبر 1920      | 13 أغسطس 1920        |

## وصلات خارجية
- موقع وزارة الخارجية الصينية
- موقع وزارة الخارجية الفنزويلية